# Svatý Tomáš (Přední Výtoň)
Svatý Tomáš (německy St. Thomas; 995 m) je horská vesnice v Chráněné krajinné oblasti Šumava, patřící do obce Přední Výtoň, přístupná po dlouhých úzkých horských silničkách. Žije v ní asi 20 obyvatel. Nedaleko (300 m) od osady se nachází hrad Vítkův kámen.

## Historie
Dříve byla i tato oblast běžně obydlena, vedlo tudy několik cest spojující jižní Čechy s hornorakouskou oblastí Mühlviertel. V roce 1930 ve Svatém Tomáši žilo 193 obyvatel. Stával zde lovecký zámeček, škola z roku 1904 a několik dalších velkých kamenných domů.  V letech 1938 až 1945 byl Svatý Tomáš v důsledku uzavření Mnichovské dohody přičleněn k nacistickému Německu. Po roce 1945 bylo obyvatelstvo Svatého Tomáše vystěhováno a opuštěné domy zbořeny. V roce 1950 se zde usadila vojenská jednotka, byla postavena kasárna a domky pro důstojníky. Šťastnou náhodou se zachovala půvabná poutní kaple Božího těla z roku 1347, kterou armáda používala jako skladiště. Po roce 1990 se dočkala opravy. Bohoslužby se v této kapli nekonají. Jedná se o čtvrtý nejvýše položený kostel na českém území.
Zámeček (schwarzenberská myslivna) z roku 1722 byl postaven ve „švýcarském slohu“ a býval vyzdoben Dürerovými obrazy. Sloužil také jako ubytovací hostinec. Za příznivého počasí bývala jeho okny nádherná vyhlídka k jihu, až k Alpám. Po znárodnění schwarzenberského majetku zámeček užívaly v letech 1947 až 1990 Státní lesy. V roce 1990 shořel, ruinu pak koupila soukromá firma, která ji přestavěla na exkluzivní horský hotel.
Na vrchu Vítkův kámen je zřícenina hradu Vítkův kámen (Wittingstein, Wittinghausen) postaveného Vítkem z Načeradce v roce 1277. Na něm byl vězněn (1 den) král Václav IV. V letech 1427 až 1465 Vítkův kámen měli Reinprechtové z Wallsse, potom Rožmberkové. V roce 1602 jej Petr Vok přenechal císaři Rudolfu II. V roce 1622 přešlo krumlovské panství na Eggenbergy, po jejich vymření hrad zdědil Schwarzenberg, který na hradě ubytoval lesní personál. Brzy však hrad vyhořel a zůstal pustý. Ve vlastnictví Schwarzenbergů byl do roku 1945. Kvůli znamenitému rozhledu býval strategickým místem pro armádu. Už za třicetileté války v něm sídlila posádka. V roce 1919 si na věži zřídila pozorovatelnu československá finanční stráž. Po roce 1950 se zde usadila československá armáda, která si z hradního paláce udělala pozorovatelnu a nedaleko hradu zřídila radarovou základnu. Po odchodu armády v roce 1990 se majitelem hradu stala obec Přední Výtoň, objekt byl zpřístupněn veřejnosti.